# Giovanni Battista Semino
Giovanni Battista Semino (Genova, 7 febbraio 1912 – Genova, 30 gennaio 1987) è stato un pittore e scultore italiano.

## Biografia
Giovanni Battista Semino nasce a Genova da Carlo e Maria Molinari. Il padre muore nel 1915 durante la prima guerra mondiale e la madre pochi mesi dopo a causa della tubercolosi, pertanto cresce con i nonni paterni e,
adolescente, si iscrive all'Accademia Ligustica di Belle Arti, dove si diploma dopo aver seguito i corsi di pittura, scultura, architettura, arti decorative e la scuola superiore di figura.
Dopo il diploma inizia a lavorare come pittore, pur continuando a frequentare altri Corsi disponibili in Accademia per perfezionare ogni tecnica artistica figurativa. Nel 1933 completa l'imponente dipinto “La morte di Totila” (olio su tela), donato poi dai suoi eredi al Comune di Molare (AL) nel 2004. Sempre dell'anno 1933 è la prima presentazione in pubblico delle sue opere, a Genova (mostra personale presso il “Circolo della stampa”) nonché il dipinto raffigurante la Madonna della Mercede nella Chiesa di San Giacomo Maggiore, Arquata Scrivia (AL).
Dalla fine del 1933 viene richiamato alle armi, a più riprese fino al 1943, quasi sempre a Roma. Durante i suoi ritorni a Genova, riprende a lavorare nella sua abitazione in via Tortosa 1, dedicandosi ancora per lo più alla pittura. In quegli anni conosce Adriana, che abita nello stesso palazzo. Inizia un lungo corteggiamento.
Verso la fine degli anni '30 apre uno studio in P.zza Dante (grattacielo). A questi anni risalgono i suoi affreschi dei saloni di Palazzo Andrea Pitto (già Centurione - Cambiaso) in P.zza Fossatello, Genova.
All'interno del palazzo, restaura anche affreschi di Bartolomeo Guidobono e Domenico Piola.

### Gli anni '40
Nel 1939, all'alba della seconda guerra mondiale, viene ancora richiamato alle armi.
Il 2 febbraio 1942 G. B. sposa Adriana Reverberi presso il Santuario di Nostra Signora della Guardia (GE), dove l'artista sta affrescando il transetto di sinistra. Ma nel frattempo la guerra incombe e Semino torna ancora in servizio, prima di completare l'opera.
Dopo l'armistizio dell'8 settembre 1943 l'artista cerca rifugio nelle campagne circostanti Genova e ritrova Adriana presso Molare – frazione Olbicella (AL), dove diverse famiglie sono sfollate dal capoluogo ligure.
Lì, nel 1943-44, affresca interamente la Chiesa Parrocchiale di S. Lorenzo. Proprio in quel paesino, il 9 dicembre 1944, nasce Giovanni Junior.
Pochi mesi dopo Semino affresca la Chiesa di Piancastagna (Ponzone - AL).
Negli anni dell'immediato dopoguerra l'artista prende in carico lavori importanti come gli affreschi della navata centrale della Chiesa Parrocchiale di Statale (GE) (1947) e diversi restauri di affreschi presso l'Ospedale Duchessa di Galliera e l'Oratorio di Coronata ('46), ma l'Italia è allo stremo e la strada del successo è ancora da imboccare.
Nel 1948 affresca interamente la Chiesa di S. Margherita di Marassi (GE), e suo è il battistero della Chiesa Parrocchiale di N.S. Annunciazione a Sturla (1949).
Dopo anni di difficoltà economiche, G.B. comincia a intravedere i primi spiragli di successo, perché la sua attività si intensifica: affresca la Chiesa Parrocchiale di S. Lorenzo a Vignole Borbera (1949), le arcate della Chiesa di Maria SS. della Misericordia e S. Fede (GE) (1951); transetti e cappella di S. Francesco del Santuario di N.S. del Monte (GE) nel 1952, oltre ad altri affreschi a Sardigliano (AL), Bazzana d'Asti (AT) e Vallenzona (GE) (1949-51).

### Anni '50
Il decennio inizia sempre all'insegna della pittura, ma a partire dalla metà degli anni '50 l'affresco, che l'artista ama molto, inizia ad essere meno richiesto, fin quasi a scomparire del tutto nel decennio successivo.
Quindi, anche se nel 1957-58 affresca ancora la navata centrale del Santuario di N. S. del Monte (GE) e diverse cappelle del Cimitero monumentale di Staglieno (GE), inizia ad affacciarsi l'epoca del mosaico e della scultura: esegue numerose opere in marmo e bronzo sempre presso il cimitero di Staglieno (GE), dove sono presenti anche diversi suoi coevi mosaici.
In questo periodo l'eclettico artista esegue anche le vetrate del Santuario di N.S. di Fatima e il Battistero della già citata Chiesa di Maria SS. della Misericordia e S. Fede (mosaico e gruppo in bronzo).
Sempre presente la pittura da cavalletto, che Semino presenta in diverse mostre personali, e che inizia ad esportare anche oltreoceano.
Il 22 settembre del 1959 nasce il secondogenito Francesco.

### Anni '60 e '70
Negli anni '60 Giovanni Battista sposta lo studio in via Marassi, proprio vicino alla Chiesa da lui affrescata per intero, ed ivi si dedica con rinnovato entusiasmo alla scultura: di questi anni ricordiamo il monumento ai Caduti in Russia (cimitero di Staglieno, GE, 1968), innumerevoli sculture funerarie in diversi cimiteri di Genova (Staglieno, Sestri Ponente, Coronata, Sampierdarena, Nervi) ed un portale bronzeo sulla facciata della chiesa di Santa Maria della Cella e San Martino (Sampierdarena, 1965).
Nel 1961 partecipa alla “Mostra di Arti figurative” svolta a Torino nell'ambito delle commemorazioni per l'unità d'Italia.
Mentre lavora alla scultura, continua l'attività di pittore, allestendo mostre personali con cadenza grosso modo annuale e prevalentemente in via XX Settembre, tutte di successo sia di pubblico sia di critica. Alla fine degli anni '60, Semino trasferisce lo studio nel rinomato “palazzo degli artisti” in via Montaldo (GE), dove può contare su locali appositi, in cui spazio e luce sono al servizio della creazione artistica.
Sono, questi, anni di successo professionale, ma anche di riconoscimenti ed onorificenze provenienti da più parti, a cui, per la verità, l'artista non dà affatto peso. L'unico attestato per il quale mostra interesse è quello dell'Accademia di S. Chiara, il solo riconoscimento della città di Genova al suo fruttuoso operato.
Tra le moltissime opere funerarie si ricordino le tombe Bunoli (Cristo in predicazione, bronzo) e Gambino (La Santa Madre col Bambino, bronzo), nonché i soavi angeli della tomba Negri (“Il Silenzio”, “la Preghiera” e “lo Spirito”), presso il cimitero di Staglieno, ove sorge, presso l'ingresso, anche il Monumento ai Caduti in Russia (1968).
Nel 1970 perviene all'insegnamento: per dieci anni è titolare per figura e ornato modellato presso il Liceo Artistico Statale di Genova; attività che gli concede comunque tempo per la sua libera professione.
In questo periodo G. B. esegue l'imponente statua della Vergine Maria davanti al Santuario N.S. di Fatima (Monte Fasce, GE).
Del 1975 è la presentazione al pubblico del toccante Monumento ai Caduti senza Croce (cimitero di Staglieno). Nel frattempo continua ad allestire mostre di pittura e scultura, personali e collettive, in Italia e all'estero (Genova, Roma, Torino, Milano, Parigi, Odessa).
Nel 1978 gli viene affidato il compito di affrescare il catino absidale della chiesa di Gattorna (GE).
Nella stessa chiesa, tra il 1979 e il 1980, Semino realizza anche il crocefisso dell'altare principale, progetto particolare per la collocazione inconsueta del Cristo.

### Anni '80
Gli anni '80 sono dedicati quasi essenzialmente alla pittura.
Realizza un affresco presso un ristorante ad Ognio (GE), dove dipinge “le quattro stagioni” sul soffitto di un'ampia veranda.
Presenta ancora molte sue opere in via Roma (GE) ed espone a New York ed in Québec (Canada).
Dopo la metà del decennio, poiché l'affresco resta il suo ambito prediletto, accetta di restaurare gli affreschi della Basilica di S. Maria dell'Immacolata in via Assarotti (GE), dietro la promessa di poter affrescare ex novo una cappella ancora priva di decorazioni.
G.B. ha in mente che quello sarà il suo ultimo affresco, ma il 30 gennaio del 1987, l'artista muore improvvisamente prima di iniziare quell'ultima fatica.

## Riconoscimenti
- Accademico di S. Chiara, Genova
- Accademico dei ‘500, Roma ‘69
- Accademico associato (Accademia Tiberina, Roma '64)
- Legion d'oro
- Accademico di S. Andrea (Roma)